# Самсонов, Владимир Викторович (спортсмен)
Владимир Викторович Самсонов (бел. Уладзімір Віктаравіч Самсонаў; род. 17 апреля 1976 года, Минск, Белорусская ССР) — белорусский игрок в настольный теннис, заслуженный мастер спорта Республики Беларусь (1999).
Экс-первая ракетка мира. Трёхкратный победитель Кубка мира в одиночном разряде (1999, 2001, 2009). 6-кратный чемпион Европы в различных разрядах. 4-кратный победитель «Евро-Топ-12» (1998, 1999, 2001, 2007). 9-кратный победитель европейской Лиги чемпионов.

## В юниорах
Настольным теннисом Владимир начал заниматься в семь лет, когда родители отвели его в минский Центр настольного тенниса. Там он сразу попал к своему бессменному тренеру Александру Петкевичу. Успехи к юному Володе приходят сразу — с 10-летнего возраста он активно участвует в различных детских соревнованиях, и уже в 1987 году в Афинах в составе сборной СССР становится победителем первенства Европы в команде среди кадетов. В следующем, 1988, году Володя выигрывает первенство Европы среди кадетов в парном разряде (с Алексеем Аверкиным) и миксте (с Оксаной Кущ). В 1989 году Самсонов становится обладателем первенства Европы среди кадетов в личном разряде и миксте. Также в 1989 году в Горьком он становится победителем первенства Советского Союза среди юниоров. Победное шествие Самсонова по европейской арене молодёжного тенниса продолжается вплоть до 1993 года — за это время он выигрывает 13 золотых медалей первенств Европы.

## В профессионалах
Молодую надежду теннисной Европы заметили сразу — в 1992 году немецкая фирма TIBHAR заключила персональный контракт с Самсоновым. После этого Владимир переехал в Германию, где продолжил упорные тренировки, весьма успешно выступая за разные клубы. Сначала были победы в составе клуба, а в 1994 году Самсонов дебютировал на взрослом первенстве Европы и в составе белорусской сборной выиграл свою первую медаль: бронзу в парном разряде. В 1996 году в Братиславе Владимир становится чемпионом Европы в миксте. В 1998 году в Эйндховене Владимир завоёвывает европейское золото в личном и парном разряде. В 2003 году Владимир повторяет свой успех в личном разряде и приводит сборную Беларуси к командному золоту чемпионата Европы. В 2005 году Владимир подтверждает свой авторитет на европейской арене — в третий раз становится чемпионом Европы в личном разряде.
Больших успехов Владимир Самсонов добился и на мировой арене — он трижды (1999, 2001, 2009) побеждал в Кубке мира — итоговом турнире года сильнейших теннисистов, в 1997 году завоевал серебро на чемпионате мира в личном разряде, выиграл 27 турниров Про-Тура ITTF (двадцать шесть в одиночном разряде, один в парном разряде) — это больше всех в мире. В 1997 году победитель в одиночном разряде Гранд Финала мирового тура ITTF. Владимир — участник шести Олимпиад (1996, 2000, 2004, 2008, 2012, 2016).
Владимир Самсонов также знаменит тем, что непрерывно входил в десятку сильнейших игроков мира 15 лет подряд (второе место по продолжительности после Ян-Уве Вальднера). Впервые он вошёл в Топ-10 в 1996 году, в 1998 году вышел на первое место, и лишь в декабре 2011 года впервые покинул десятку сильнейших. С февраля 2016 по февраль 2017 Владимир Самсонов опять в течение года входил в десятку сильнейших игроков мира.
В 2015 году Владимир Самсонов стал победителем в одиночном разряде на «Qatar Open 2015», а также серебряным призёром Европейских игр, которые проходили в Баку.
Спустя год принял участие в своей шестой Олимпиаде, которая проходила в Рио-де-Жанейро. В четвертьфинале одиночного турнира Владимир Самсонов встретился с Дмитрием Овчаровым, которому уступил в финале Европейских игр год назад, и взял у него реванш. Однако затем последовали неудачи — поражения в полуфинале многократному чемпиону Олимпийских игр китайцу Чжану Цзикэ и в «бронзовом» финале японскому теннисисту Дзюну Мидзутани. Таким образом, Самсонов стал четвёртым в одиночном разряде.
В марте 2017 года Владимир Самсонов стал победителем в одиночном разряде на «Belarus Open 2017», входящем в серию ITTF Challenge.
В июле 2017 года Владимир Самсонов одержал победу в одиночном разряде на Australian Open 2017, и, таким образом, стал первым теннисистом в мире, который выигрывал этапы ITTF World Tour на всех пяти континентах — Italian Open 1996, Japan Open 1999, Brazil Open 2004, Morocco Open 2009 и Australian Open 2017.
Всего Владимир Самсонов побеждал на 27 этапах ITTF World Tour, больше побед только у одного спортсмена в мире — китайца Ма Луна.
В 2020 году, во время пандемии COVID-19 Владимир Самсонов пожертвовал десять тысяч евро на нужды благотворительных организаций Беларуси, поддерживающих национальные центры медицинской помощи.
Из-за травмы не смог выступить на Олимпийских играх в Токио, прошедших в 2021 году. Накануне начала Игр 7 июля 2021 года Самсонов объявил о завершении профессиональной спортивной карьеры.

#### Самсонов на Олимпийских играх
Владимир дебютировал на Олимпийских играх 1996 года в Атланте в возрасте 20 лет. На групповой стадии Самсонов одержал три победы в трёх матчах (только россиянину Андрею Мазунову он отдал одну партию) и вышел в 1/8 финала. На этой стадии он обыграл Дмитрия Мазунова 3-0 (21-14, 21-15, 21-13). В 1/4 финала Самсонов встретился с многократным чемпионом мира в парном и командном разрядах китайцем Ван Тао и уступил 2-3, хотя выиграл первые две партии (21-16, 21-16, 10-21, 15-21, 15-21). Ван Тао затем стал серебряным призёром. В парном разряде Самсонов и Евгений Щетинин не сумели выйти из группы, выиграв только один матч из трёх.
На Олимпийских играх 2000 года в Сиднее Самсонов в одиночном разряде был посеян под вторым номером и рассматривался как один из претендентов на награды. Владимир начал турнир с 1/16 финала, где обыграл теннисиста из Тайваня Чанга Ен Су 3-0 (21-14, 23-21, 21-14). В 1/8 финала Самсонов уверенно победил француза Кристофа Легу 3-0 (21-11, 21-17, 21-12). В четвертьфинале Самсонов встретился со знаменитым шведом 34-летним Яном-Уве Вальднером. Самсонов вновь, как и 4 годами ранее против Ван Тао, выиграл первые две партии в 1/4 финала Олимпийских игр, но затем Вальднер перехватил инициативу и победил 3-2 (20-22, 18-21, 21-14, 21-18, 21-19). В итоге Вальднер стал серебряным призёром турнира. В парном разряде Самсонов и Щетинин не сумели выйти из группы, проиграв решающий матч шведам Фредрику Хоканссону и Петеру Карлссону 0-2 (23-25, 18-21).
На Олимпийских играх 2004 года в Афинах Самсонов был посеян под шестым номером в одиночном разряде и начал турнир с третьего круга, годе обыграл поляка Луцьяна Блащика 4-2 (11-5, 5-11, 12-10, 8-11, 11-4, 11-9). В 1/8 финала Владимир неожиданно уступил Люн Чу Яню из Гонконга со счётом 3-4 (7-11, 11-6, 9-11, 11-6, 5-11, 11-7, 8-11).
На Олимпийских играх 2008 года в Пекине Самсонов был посеян под 4-м номером в одиночном разряде. В третьем круге Владимир разгромил немца Кристиана Зюса 4-0 (15-13, 11-6, 11-9, 11-4). В 1/8 финала Самсонов проиграл 42-летнему шведу Йоргену Перссону, хотя вёл 3-1 по партиям, а в шестой партии имел матчбол. Перссон победил 4-3 (7-11, 8-11, 11-9, 11-13, 11-7, 12-10, 11-9). Перссон затем вышел в полуфинал, но в итоге занял 4-е место, высшее среди игроков не из Китая.
На Олимпийских играх 2012 года в Лондоне Самсонов был посеян под 9-м номером в одиночном разряде. В первом матче Владимир встретил неожиданно упорное сопротивление со стороны малоизвестного 30-летнего австралийца Уильяма Хензелла, которого смог победить только со счётом 4-3 (12-10, 8-11, 11-13, 11-9, 11-9, 8-11, 11-7). В 1/8 финала Самсонов встретился с первым сеянным чемпионом мира 2011 года китайцем Чжан Цзикэ, который был одним из основных фаворитов турнира. Самсонов сумел навязать равную борьбу китайцу, но в итоге уступил со счётом 3-4 (11-4, 7-11, 5-11, 11-8, 11-8, 7-11, 7-11). Чжан Цзикэ затем стал олимпийским чемпионом, выиграв остальные три матча на турнире со счётом 4-1.
На Олимпийских играх 2016 года в Рио-де-Жанейро 40-летний Самсонов был посеян под 7-м номером в одиночном разряде. В третьем раунде Владимир переиграл шведа Кристиана Карлссона 4-2 (9-11, 11-7, 8-11, 11-5, 11-7, 11-8). В четвёртом круге Самсонов был сильнее британца Пола Дринкхолла с тем же счётом 4-2 (11-9, 11-6, 11-8, 15-17, 7-11, 11-8). Впервые с 2000 года Самсонов дошёл до четвертьфинала Олимпийских игр. На этой стадии Владимир сумел обыграть третьего сеянного Дмитрия Овчарова из Германии со счётом 4-2 (8-11, 11-7, 19-17, 4-11, 11-2, 14-12) и впервые в карьере попал в четвёрку лучших на Олимпийских играх. В полуфинале Владимир встретился с Чжан Цзикэ и проиграл 1-4 (9-11, 11-13, 10-12, 11-6, 9-11). В матче за третье место у Самсонова был шанс наконец завоевать олимпийскую награду, но он уступил японцу Дзюну Мидзутани со счётом 1-4 (4-11, 9-11, 11-6, 12-14, 8-11). Мидзутани стал первым в истории японским игроком в настольный теннис, выигравшим олимпийскую награду в одиночном разряде.

### Клубная карьера
Начиная с 1994 года Владимир выступает в сильнейшем европейском чемпионате — чемпионате Германии за клуб «Боруссия» из Дюссельдорфа и трижды (1995, 1996, 1998) выигрывает клубный чемпионат Германии. Начиная с 2000 года Владимир выступает за клуб «Ройял Вилетт» из Шарлеруа, Бельгия, в составе которого он пять раз становится клубным чемпионом Европы (2001, 2002, 2003, 2004, 2007). В 2008 году Самсонов заключает контракт с испанским клубом Club Cajagranada Tenis de Mesa из Гранады. С 2009 года и до завершения профессиональной карьеры в 2021 году играл за российский клуб «Факел-Газпром» из Оренбурга, в составе которого он выиграл Лигу европейских чемпионов сезонов 2011/12, 2012/13 и 2014/15, 2016/17 гг.

### Стиль игры

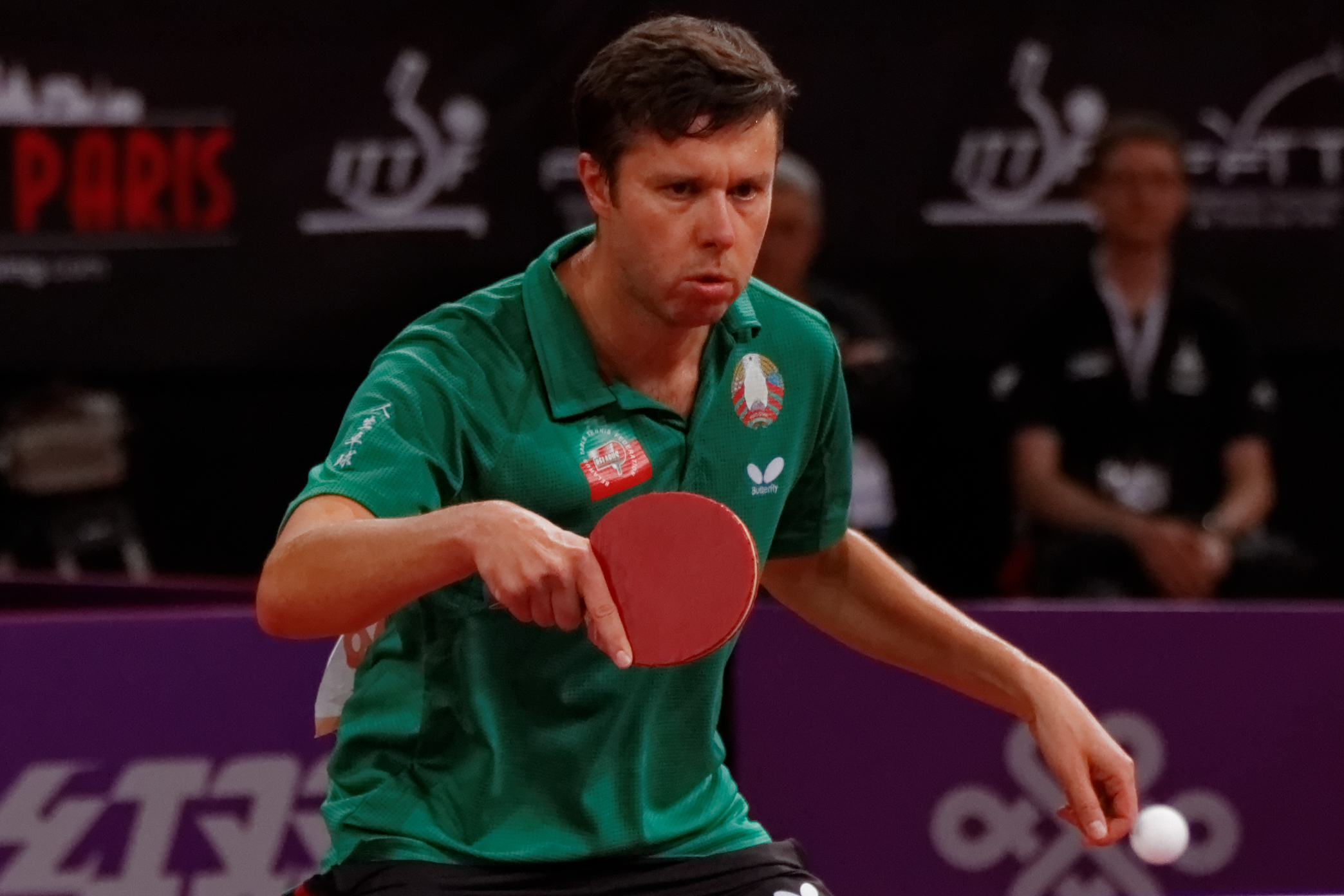
Самсонов на чемпионате мира 2013 года

Владимир Самсонов держит ракетку правой рукой европейской хваткой. Играет в атакующем стиле с обеих сторон, использует блоки, точные удары по месту.
С самого начала своей профессиональной карьеры, с 1992 года, Владимир Самсонов использует инвентарь фирмы Tibhar, с которой у него заключен контракт. В различные периоды своей карьеры Самсонов использовал разные основания и накладки, на 2019 год, согласно официальному сайту TIBHAR это:
- накладка справа — Tibhar Evolution MX-P;
- накладка слева — Tibhar Evolution MX-P;
- основание — Samsonov Force Pro Black Edition;

В 2000 году хорватским специалистом по настольному теннису профессором Радивой Худец была написана книга «Настольный теннис. Техника с Владимиром Самсоновым», которая стала бестселлером среди профессионалов и любителей этой игры. В данной книге подробно описаны особенности техники игры Владимира Самсонова на 2000 год.
В 2005 году Владимир Самсонов решением Международного олимпийского комитета был удостоен приза Фейр-плей («справедливая игра»). Поводом послужил эпизод финального матча «Евро-Топ12» против россиянина Алексея Смирнова. В седьмой, решающей, партии при счёте 13:12 в пользу Смирнова, на подаче Смирнова мяч пролетел рядом с краем стола, но по мнению судей его не задел. Однако Самсонов посчитал, что мяч задел стол и обратился к судьям, чтобы те засчитали касание. Но судьи своего решения не изменили, и Самсонов, считая, что они ошиблись, отдал два последние очка сопернику. В итоге Алексей Смирнов впервые в карьере стал победителем «Евро-Топ12».
Владимиру Самсонову трижды вручали награду немецкого клуба Swaythling Club International «Richard Bergmann Fair Play Award» («Награда за справедливую игру имени Рихарда Бергмана») — в 2003, 2007 и 2013 годах.

## Личная жизнь
1 июля 2000 года Владимир сочетался браком с югославкой Наташей Нам. У них два сына — старший Виктор (в честь отца Владимира) и младший Иван (в честь отца Наташи). Проживают в Гранаде.

## Достижения

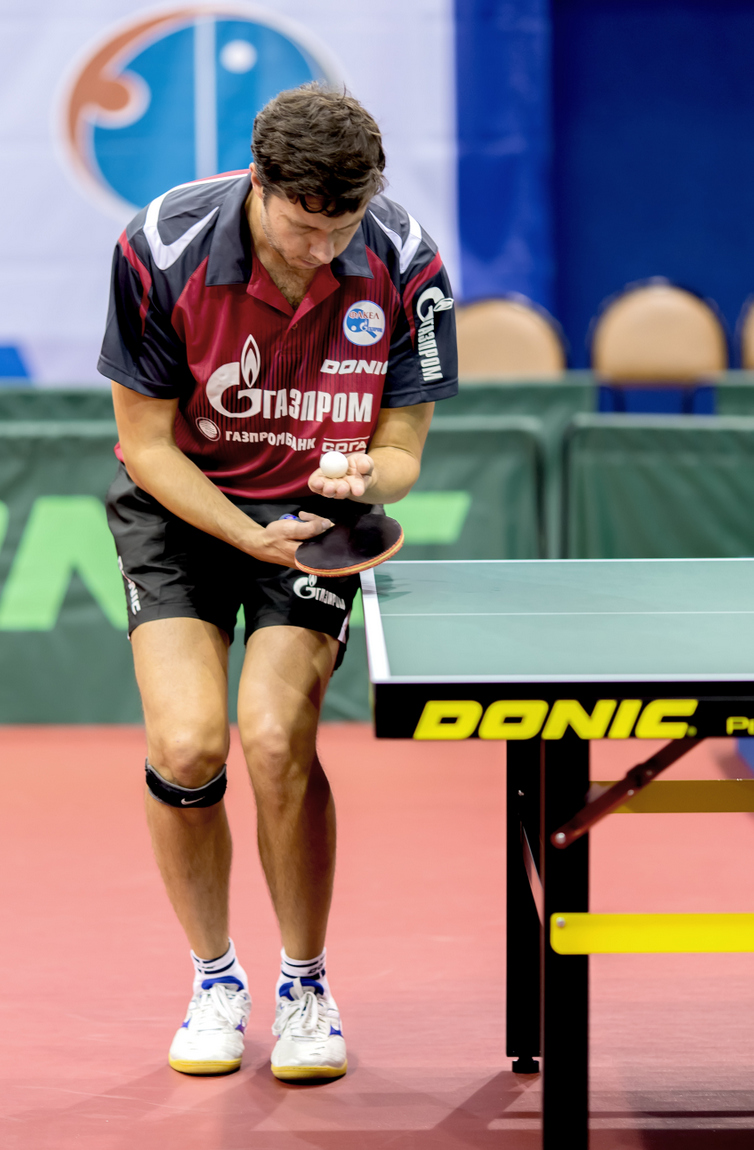
Владимир Самсонов во время финального матча клубного чемпионата России сезона 2012-13

- Экс-первая ракетка мира (1998 год), 15 лет подряд в Топ-10 мирового рейтинга (1996—2011)[3]
- 13 золотых медалей чемпионатов Европы среди кадетов и юниоров
- 6-кратный чемпион Европы в различных разрядах
- 9-кратный победитель Лиги европейских чемпионов (2000/01, 2001/02, 2002/03, 2003/04, 2006/07, 2011/12, 2012/13, 2014/15, 2016/17)
- 4-кратный победитель «Евро-Топ12» (1998, 1999, 2001, 2007)
- Трёхкратный победитель Кубка Мира (1999, 2001, 2009)
- Победитель 27-х турниров ITTF World Tour в одиночном разряде
- Победитель ITTF World Tour Grand Finals 1997 года
- Участник шести летних Олимпиад (1996, 2000, 2004, 2008, 2012, 2016)